# Club Atlético Tetuán

Ubicació de la ciutat dins del protectorat espanyol del Marroc.

El Club Atlético Tetuán fou un club de futbol d'Espanya, de la ciutat de Tetuan, quan al Marroc existia el Protectorat Espanyol al Marroc.

## Història
El club fou fundat el 1922 a Tetuan, per un grup de joves. Va arribar a jugar una temporada a Primera Divisió espanyola, la de 1951/52, ocupant l'últim lloc de la classificació.
Després de la independència del Marroc el 1956, el club es va dividir en dos; per una banda, el Sociedad Deportiva Ceuta que més tard es convertiria en el Club Atlético de Ceuta, i per altra banda, el 1961, tornà a aparèixer amb el nom àrab de المغرب التطواني (Club Moghreb Atlético Tétouan). Aquest ha pujat i baixat de primera a segona de la Lliga marroquí amb freqüència, ascendint per últim cop a primera l'any 2004.

## Uniforme
- Uniforme titular: Camiseta franges verticals blanques i vermelles, pantaló blau, mitjetes vermelles.
- Uniforme alternatiu: Camiseta blava, pantaló blanc, mitgetes blaves.

## Estadi
El club disputava els seus partits en l'Estadi de Varela, amb capacitat per uns 15.000 espectadors. Actualment segueix disputant els seus partits en aquest estadi, anomenat actualment Camp de "Saña de Ramel", el qual no ha sofert cap remodelació, ja que l'Ajuntament de Tetuan no ha promogut cap ajuda ni ha deixat a particulars fer-ho.

## Dades del club
- Temporades a Primera: 1
- Temporades a Segona: 29